# Département Lac Wey
Das Département Lac Wey (Wey-See) ist ein Département im Südwesten des Tschad. Es liegt im südöstlichen Teil der Provinz Logone Occidental, die Hauptstadt ist Moundou. Beim Zensus im Jahr 2009 wurden 326.496 Einwohner gezählt. Benannt ist das Département nach dem Lac Wey/Lac Ouei, der am Rand der Stadt Moundou liegt.

## Verwaltungsuntergliederung
Das Département ist in sieben Unterpräfekturen unterteilt:
- Moundou
- Bah
- Déli
- Dodinda
- Mbalkabra
- Mballa Banyo
- Ngondong